# Bruine ringboleet
De bruine ringboleet (Suillus luteus) is een eetbare paddenstoel uit de familie Suillaceae. Hij groeit op grazige plekken in naaldbossen. Hij is een algemeen voorkomende soort. Hij groeit vaak in symbiose met dennen.

## Kenmerken
Hoed
De hoed heeft een diameter van 7 tot 12 cm en is klokvormig. Later wordt deze vlakker en vaak krijgt hij een kleine, centrale bult. Bij vocht wordt de hoed kleverig. De kleur varieert van donker chocoladebruin tot purperbruin.
Steel
De steel is 6 tot 8 cm hoog en 1,7 tot 2 cm dik. Meestal is de steel ongeveer half zo hoog als de hoeddiameter. De steel is geel met korrels, maar onderaan is hij bruinpaars.
Ring
Er is een ring aanwezig, die eerst witachtig is en later bruinpaars wordt. Hij is vliezig en slijmerig.
Buisjes
De buisjes zijn bleekgeel tot okergeel en klein. Eerst zijn ze door een vlies bedekt.
Vlees
Het vlees is witachtig tot citroengeel, vooral in de steel.
Sporenprint
De sporenprint is olijfbruin.

## Foto's

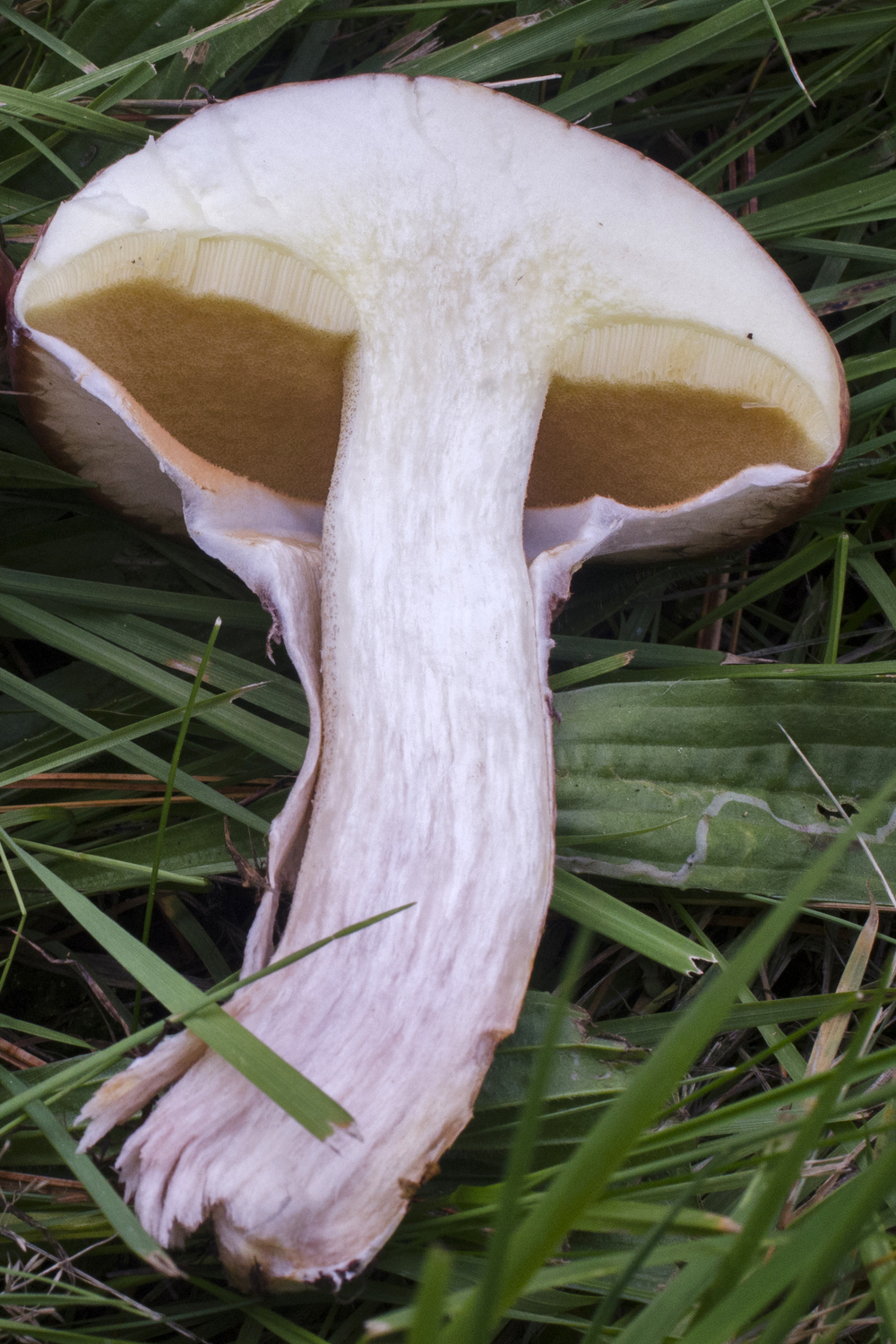
Doorsnede
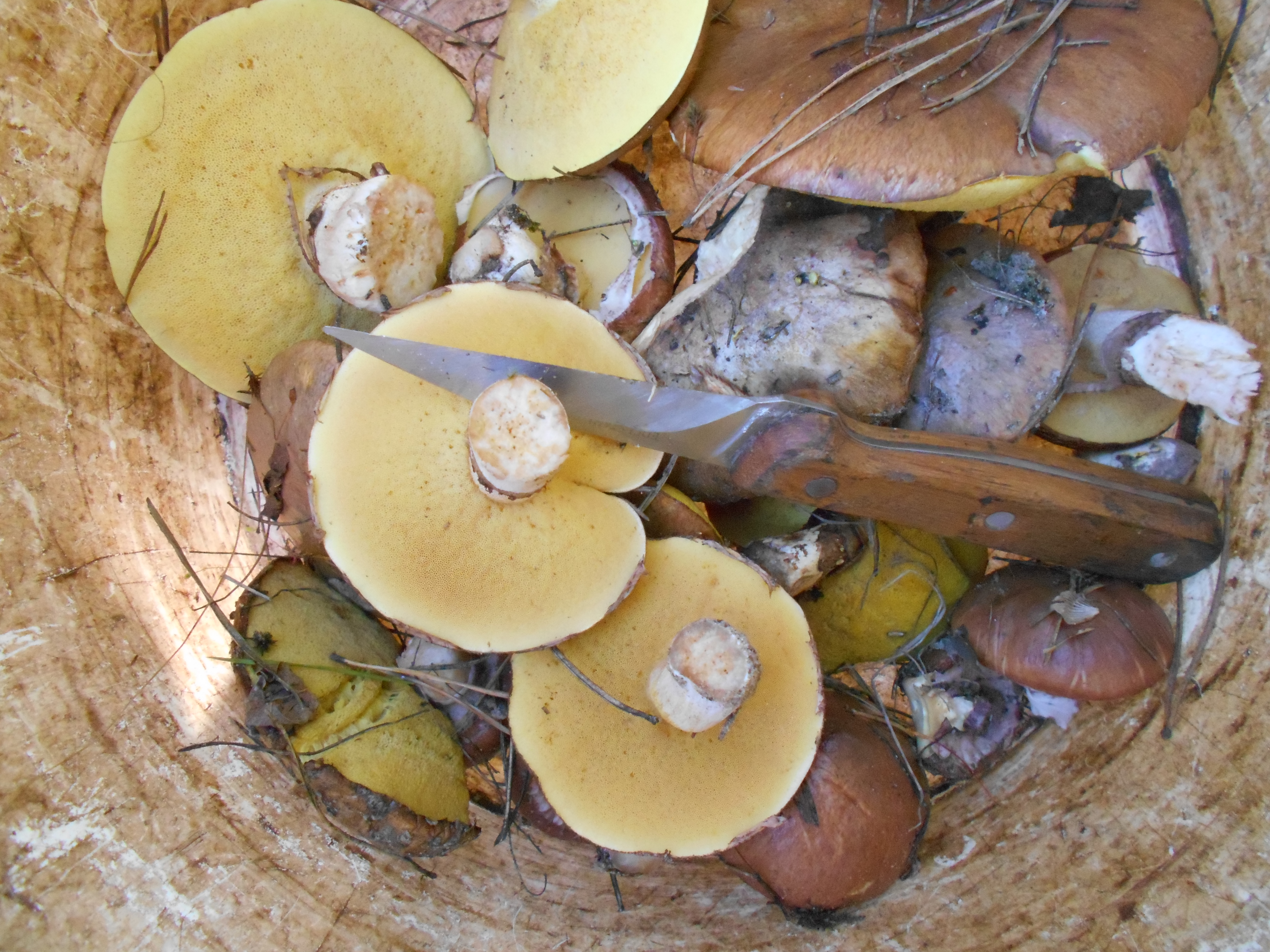
Poriën
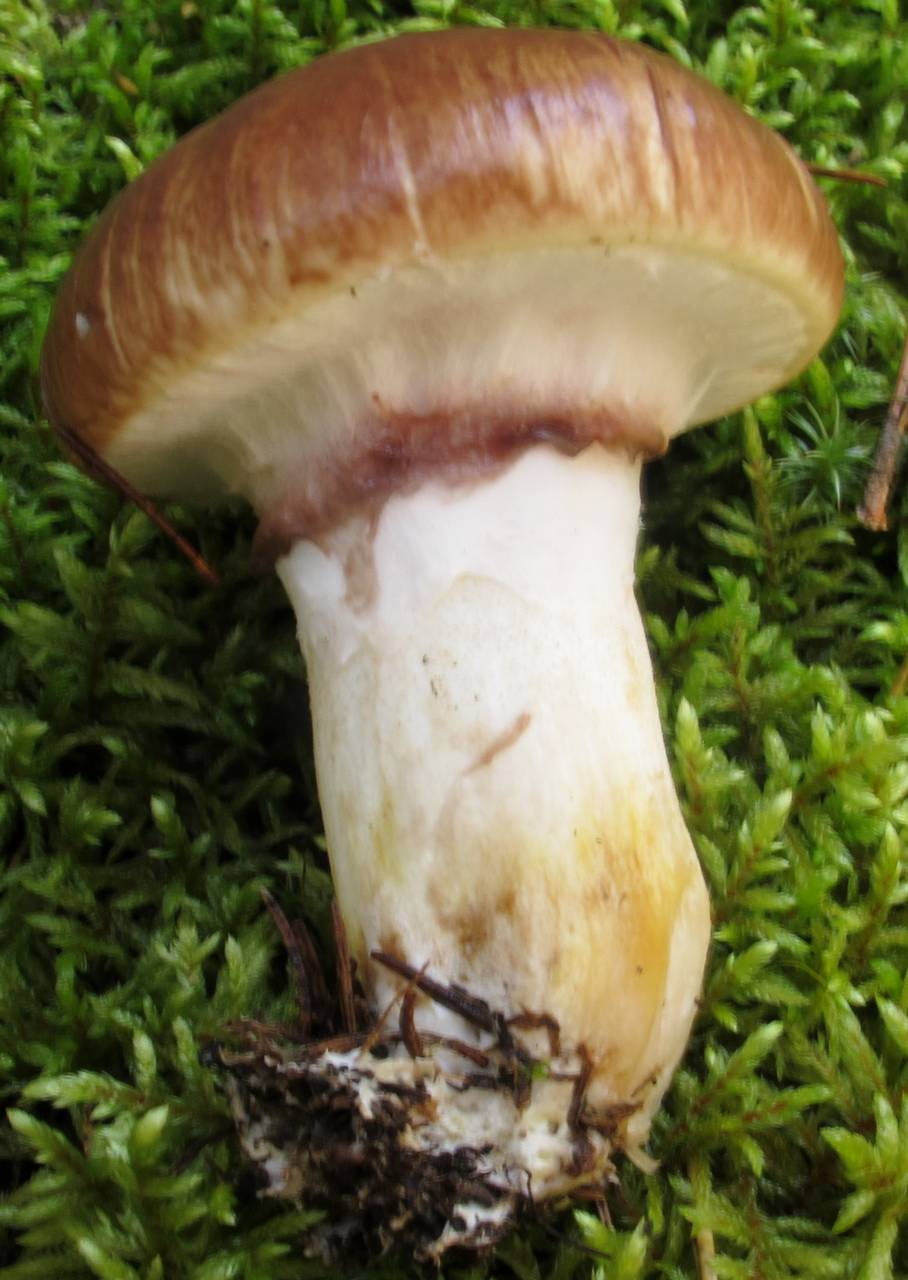
Steel
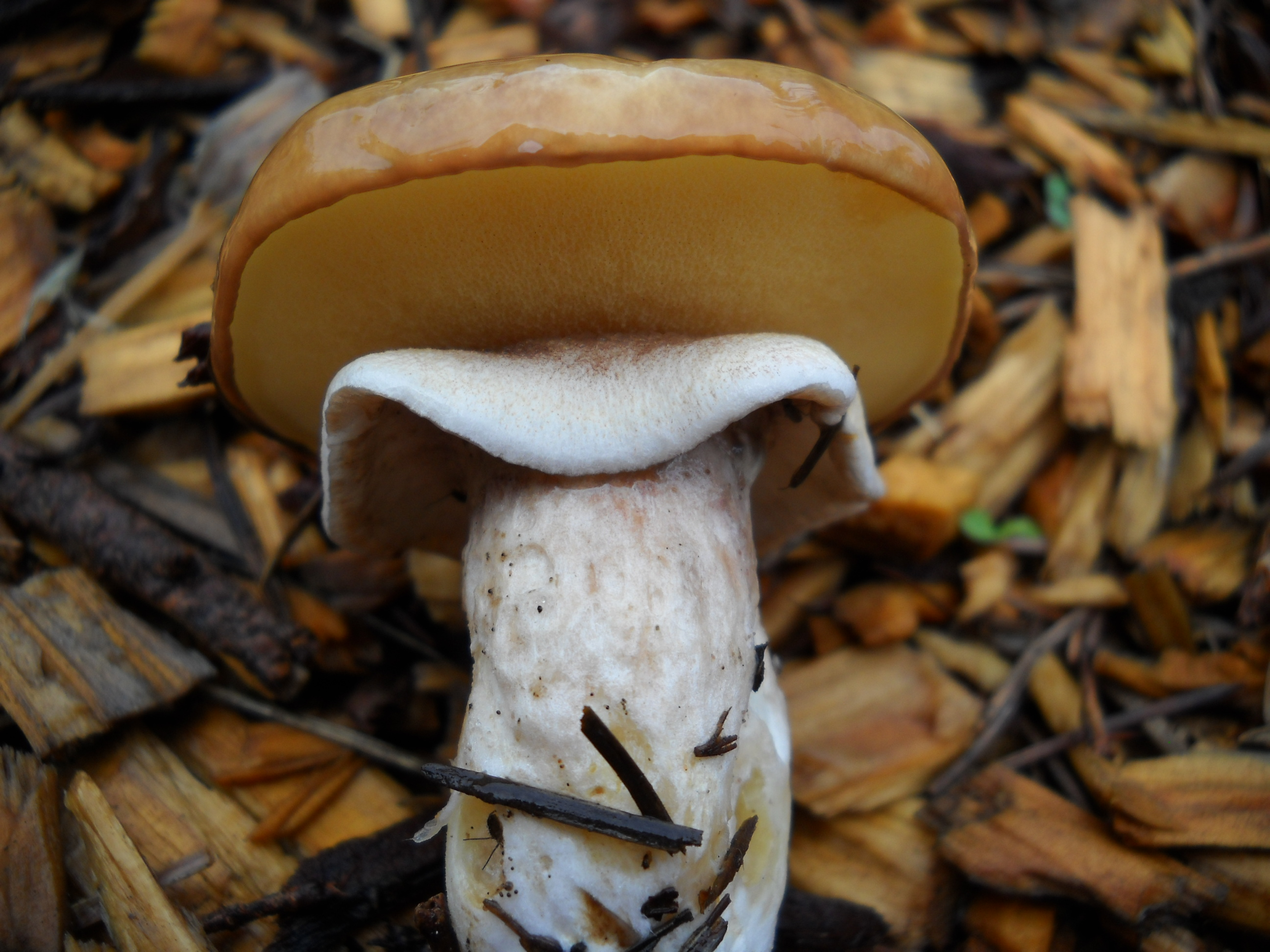
Met ring